# Крассельт, Альфред
Густав Альфред Крассельт (нем. Gustav Alfred Krasselt; 3 июня 1872, Глаухау — 27 сентября 1908, Айзенах) — немецкий скрипач. Брат Рудольфа Крассельта.
Родился в семье Иоганна Густава Крассельта, концертмейстера Баден-Баденского симфонического оркестра. Вырос в Баден-Бадене, учился у своего отца, затем в Лейпциге у Генри Петри и наконец в Лейпцигской консерватории у Адольфа Бродского.
Был концертмейстером оркестра Юлиуса Лаубе в Гамбурге, с 1893 года концертмейстер оркестра Кайма в Мюнхене, где руководил также струнным квартетом. 17 февраля 1896 года в Лейпциге выступил солистом при исполнении скрипичного концерта Рихарда Штрауса — это был первый раз, когда Штраусу предоставилась возможность продирижировать этим своим сочинением. С 1896 года концертмейстер Веймарской придворной капеллы; руководил также струнным квартетом. В 1901 или 1902 году его конфликт с концертмейстером виолончелей Эдуардом Розе привёл к тому, что брат Крассельта Рудольф не смог занять пульт виолончели в Квартете Розе.
Крассельту посвящены Серенада для скрипки и фортепиано Op.85 Георга Фирлинга (1897) и Концертный каприс Op.86 No.3 Енё Хубаи (1901).